# فيليب فاندي فالي
فيليب فاندي فالي (مواليد 22 ديسمبر 1961) هو لاعب كرة قدم. يلعب مع منتخب بلجيكا لكرة القدم. سبق له أن لعب في كأس العالم لكرة القدم مع منتخب بلاده.

## روابط خارجية
- فيليب فاندي فالي على موقع الاتحاد الدولي (مؤرشف)  (الإنجليزية)
- فيليب فاندي فالي على موقع الاتحاد البلجيكي (الإنجليزية)
- فيليب فاندي فالي على موقع قاعدة بيانات كرة القدم.إي يو (الإنجليزية)
- فيليب فاندي فالي على موقع ناشيونال فوتبول تيمز (الإنجليزية)
- فيليب فاندي فالي على موقع Soccerway.com (الإنجليزية)
- فيليب فاندي فالي على موقع عالم كرة القدم.نت (الإنجليزية)